# Hydriomena modestata
Hydriomena modestata är en fjärilsart som beskrevs av Barnes och Mcdunnough 1917. Hydriomena modestata ingår i släktet Hydriomena och familjen mätare. Inga underarter finns listade i Catalogue of Life.